# Mutinerie

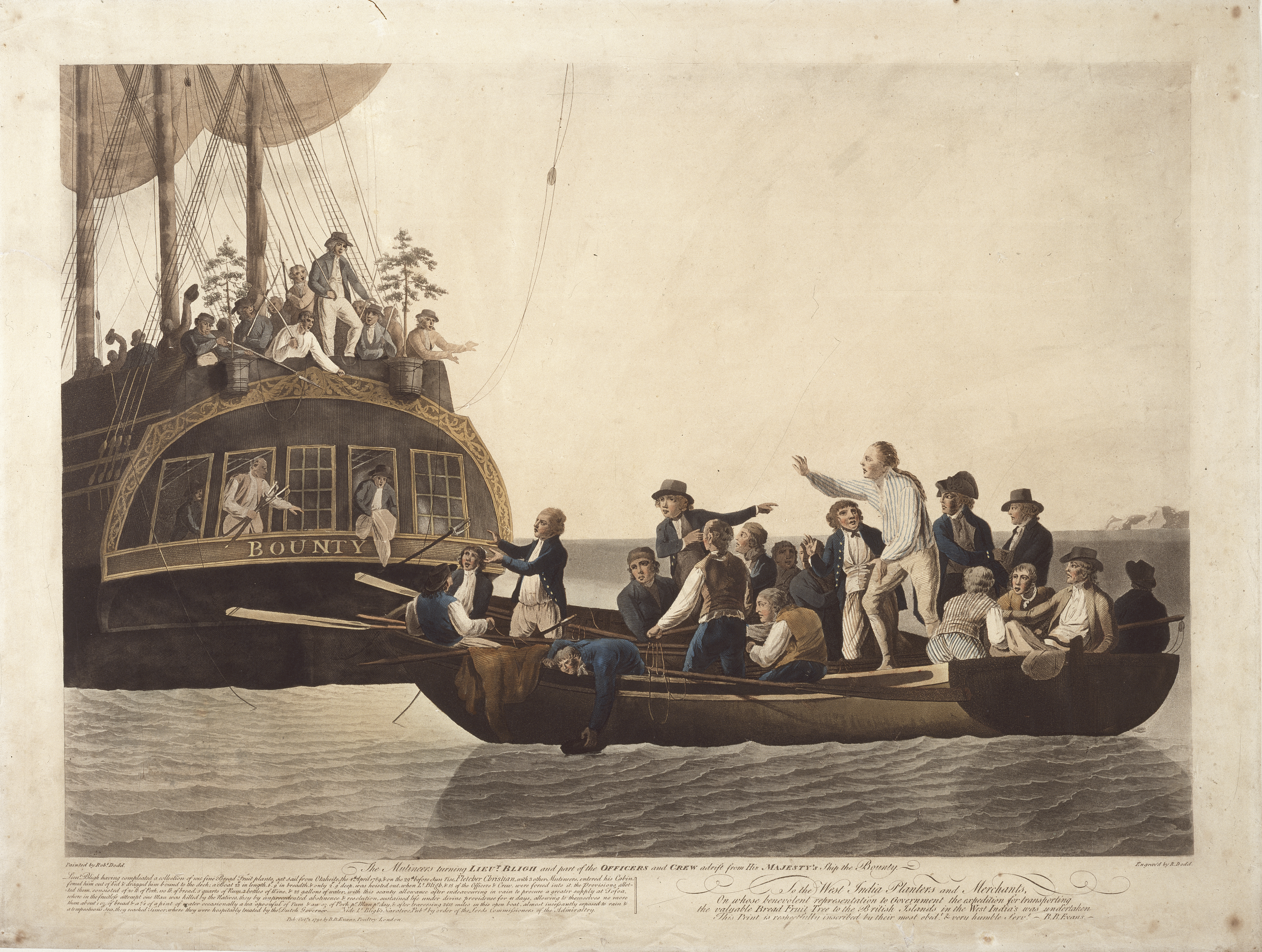
L'équipage mutiné du Bounty abandonnant en mer le capitaine et un groupe de matelots fidèles (1789).

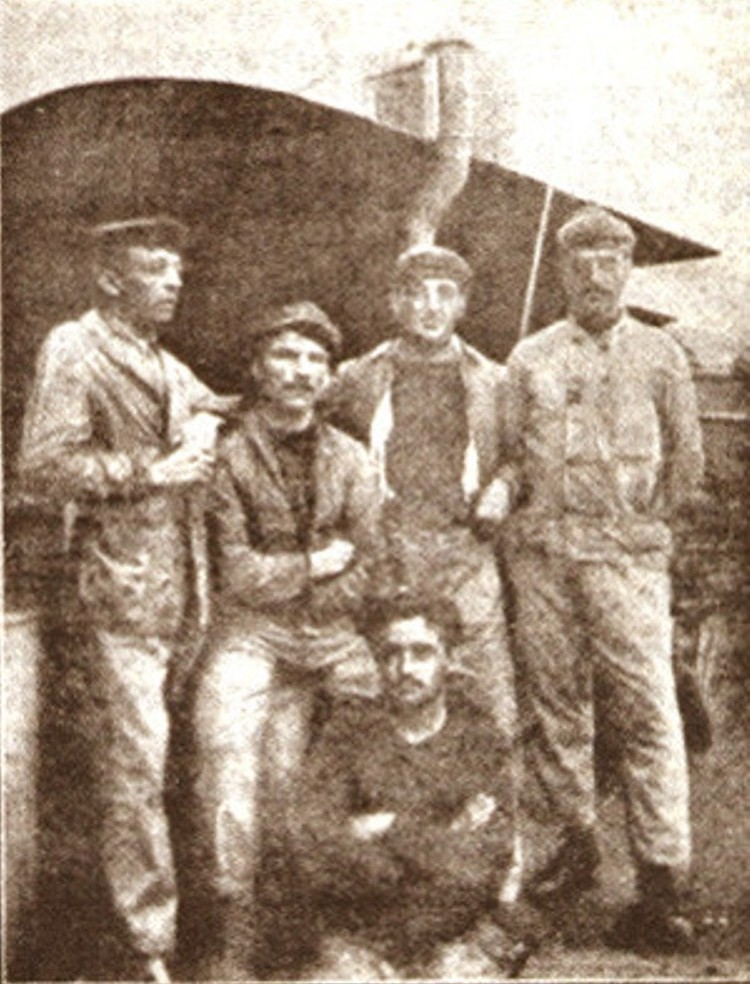
Un groupe de matelots français mutinés en 1919 en mer Noire.

Une mutinerie est une action de révolte née d'une prise de conscience - au sein d'un groupe réglé par la discipline (les détenteurs de l'autorité étant généralement mis en cause avec vigueur, et souvent à juste titre).

## Étymologie
Sans doute lié à la bataille de Mutina (actuelle Modène) en 43 av. J.-C., entre Marc Antoine et Octave.

## France

### Loi des Trois ans

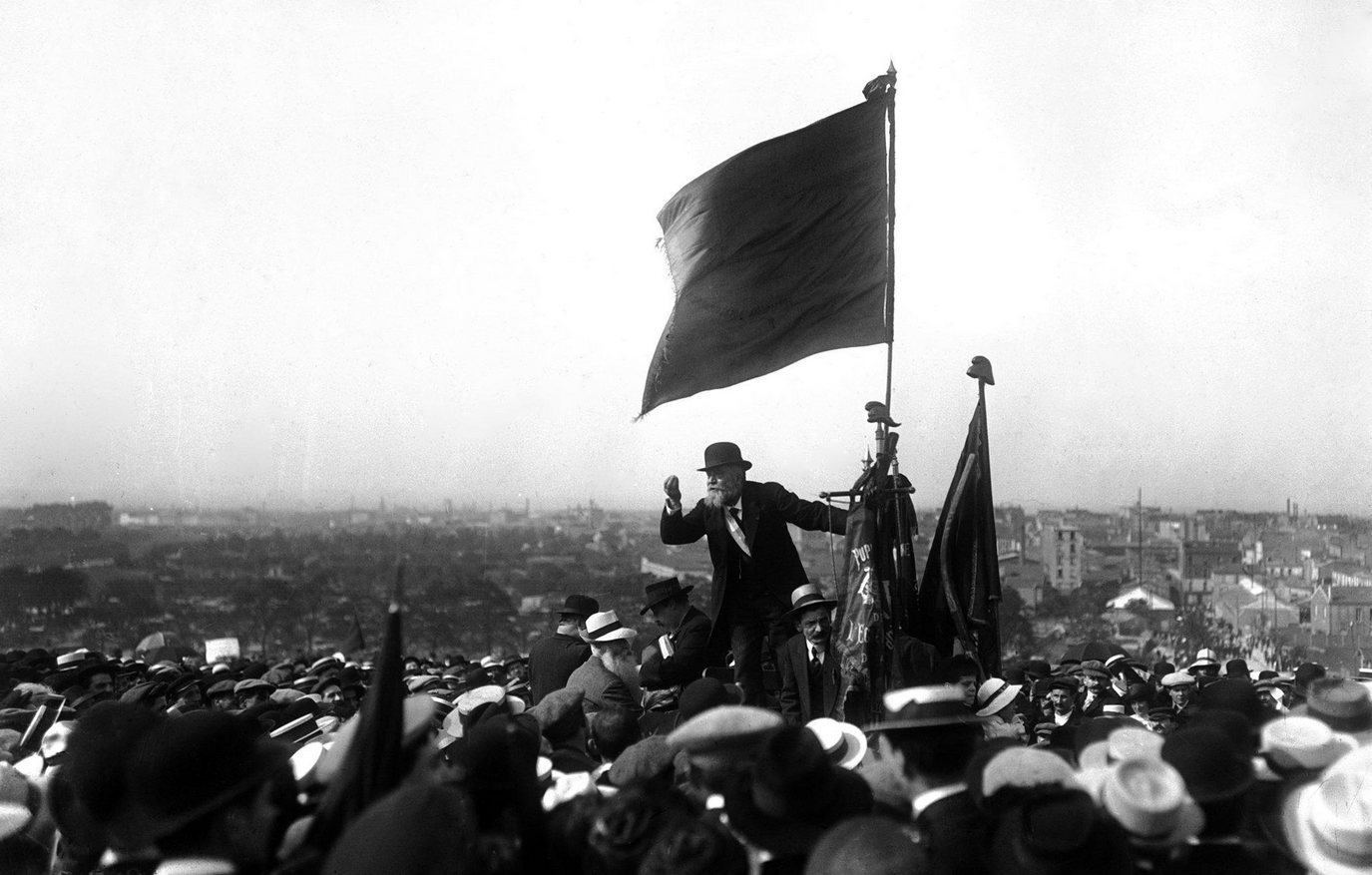
Discours de Jean Jaurès au Pré-Saint-Gervais (25 mai 1913).

Le 5 mars 1913, un projet de loi prévoit d'allonger la durée du service militaire de deux à trois ans. Pour s'y opposer, la Section française de l'Internationale ouvrière (SFIO), la Confédération générale du travail (CGT) et la Fédération communiste anarchiste (FCA) organisent des meetings et des manifestations importantes dont celle du 25 mai 1913, au Pré-Saint-Gervais, qui réunit de 40 000 à 150 000 personnes.
En mai, les conscrits dont la libération prévue quelques mois plus tard est retardée d'un an s'agitent dans des casernes de tout le pays. À Toul, l'ordre est rétabli par la gendarmerie. À Rodez, deux bataillons du 122e régiment d’infanterie préméditent une sortie collective de la caserne pour aller débaucher une autre garnison. Le début de mutinerie est étouffé par un officier qui braque un fusil sur les manifestants. Des soldats passent en Conseil de guerre, sont punis de prison ou envoyés en compagnies de discipline. Des perquisitions, des arrestations et des emprisonnements frappent les militants syndicaux et anarchistes,. L'Assemblée nationale renonce à prolonger les services militaires en cours. Le projet de loi des Trois ans est voté le 19 juillet par l'Assemblée nationale et le 7 août par le Sénat.

### Première Guerre mondiale
Dès 1915, des dizaines de soldats français participent à des mutineries. Par exemple, le 14 mai 1916, à Verdun, la moitié d'un bataillon refuse de monter au front. Quinze hommes sont arrêtés, tous les officiers et sous-officiers sont punis de huit jours d'arrêt. Un soldat condamné à mort est exécuté. On dénombre 509 condamnations pour refus d'obéissance en 1914, 2 433 en 1915 et 8 924 en 1916.
Au cours de l'année 1917, l'armée française lance des offensives qui sont des échecs, comme au Chemin des Dames (dans l'Aisne) où elle ne parvient pas à percer les lignes allemandes. Des mutineries éclatent alors et touchent environ 40 000 hommes : les soldats réclament une amélioration de leurs conditions de vie et la fin des offensives sanglantes et inutiles. Le général Pétain rétablit la situation au prix d'une sévère répression mais il améliore aussi la vie quotidienne du "poilu".
Selon les historiens, le nombre de fusillés à la suite des mutineries de 1917 serait d'environ 50 soldats.
En quatre ans, 2 400 « poilus » sont condamnés à mort et 600 exécutés, fusillés pour l'exemple. Les autres voient leur peine commuée en travaux forcés. Quelques-uns, dont Félix Baudy, ont été rétablis dans leur honneur dans les années 1920 à 1930. Ce chiffre est somme toute faible sachant que la moitié des divisions françaises engagées ont connu des mutineries.

## Italie
En juillet 1917, des soldats de la brigade Catanzaro se mutinent à Santa Maria la Longa contre la décision de les renvoyer au front malgré la promesse de leur accorder du repos. De officiers et des soldats sont tués. Seize fantassins tirés au sort et jugés sommairement sont fusillés. Douze autres sont morts pendant la révolte,.

## Pologne
« En 1830, Nicolas Ier, tsar de Russie, donna ordre aux troupes polonaises du royaume de Pologne de marcher sur Bruxelles afin d'étouffer l'insurrection belge triomphante. Ils refusèrent d'obéir aux ordres et se soulevèrent en disant : « Nous ne marcherons pas contre un peuple qui lutte pour sa liberté. » La révolution fut noyée dans le sang, elle n'en avait pas moins retenu sur la Vistule les troupes russes qui se préparaient à envahir la Belgique. Après la défaite de la Pologne, des officiers polonais émigrés ont été cordialement accueillis par la Belgique et incorporés dans sa jeune armée. »Panneau au Musée royal de l'armée et de l'histoire militaire de Bruxelles, cité par Evaldas Labanauskas, « Comment les nobles lituaniens ont contribué à l'indépendance belge », Courrier international, 20 avril 2023

## Invasion de l'Ukraine par la Russie en 2022
Le 16 août 2022, France-Inter cite un témoignage selon lequel des soldats russes ont refusé de combattre après la prise de la ville ukrainienne d'Izium et ont été incarcérés à Bryanka, dans la région de Louhansk. Ils sont régulièrement battus et ligotés à même le sol puis envoyés vers une destination inconnue, sans doute dans des unités combattantes à haut risque. Selon le même article, en juin et juillet, deux unités présentes dans le Donbass ukrainien, la 205e brigade cosaque de fusiliers motorisés et la 11e brigade d'assaut aéroporté, environ un millier d'hommes chacune, ont fait état en tout de plus de 378 soldats, sous-officiers, et officiers réfractaires, qui refusaient de poursuivre le combat en Ukraine.
Pour l'Institut pour l'étude de la guerre (ISW), même si une vidéo qui circule depuis le 15 août 2022 sur de nombreux médias n'est pas authentifiée, elle illustre une baisse de moral du côté des soldats pro-russes. Quelques dizaines de soldats du bataillon 2740 s'y présentent face à la caméra. Leur porte-parole y lit une déclaration :

« Nous la force militaire, premier bataillon du régiment 2740, nous refusons d’aller combattre sur le territoire de la République de Donetsk. Nous avons rempli notre devoir de protection de la population de la République de Donetsk. Le jour de la victoire a été déclaré par les autorités de la République le 3 juillet 2022. On nous a fait du chantage, menacé et menti pour occuper le territoire de Donetsk. »

Selon le politologue Nicolas Tenzer sur LCI, ces soldats estiment qu'ils sont mal considérés. « La Russie les considère en quelque sorte comme des supplétifs, prête à les envoyer mourir dans des combats désespérés, sans aucune nécessité. » Un constat partagé par Emmanuel Dupuy, président de l’Institut prospective et sécurité en Europe. Pour lui, il y a un réel sentiment d’abandon. « Ce n’est pas la première fois qu’on entend parler de ce type de mutineries. C’est la première fois cependant que c’est filmé ou en tout cas que c'est diffusé comme tel », conclut-il.
La philosophe américaine Judith Butler exprime le vœu suivant :

« Tout en souhaitant, à juste titre, la victoire de la résistance ukrainienne face à la guerre menée par la Russie, nous souhaitons plus encore que les vagues puissantes d'une « révolution de velours » déferlent sur l'armée russe, et que celle-ci engendre une nouvelle génération de refuzniks. Un tel refus de se battre de la part des soldats russes ne serait pas une victoire seulement pour l'Ukraine, mais pour la communauté mondiale, pour la justice et pour un futur dans lequel nous voulons vivre. »

En février 2023, Sara Daniel, envoyée spéciale de L'Obs sur le front, rencontre une vingtaine de soldats ukrainiens retranchés dans un bâtiment. Leur porte-parole explique qu'ils refusent de retourner au combat dans les conditions qui leur ont été imposées : sans préparation, avec un matériel insuffisant, par moins 15 degrés, avec de l'eau et de la nourriture congelées. 482 soldats de leur bataillon ont été tués, grièvement blessés ou portés disparus. Il ajoute : «Ils n'osent même pas venir dans cette chambre. Parce que nous sommes armés. Le commandant a peur de la bagarre qui pourrait éclater. »

## Exemples
- La bataille d'Andrinople, mutinerie des fédérés Goths établis dans l'Empire romain.
- La mutinerie du Bounty, le 28 avril 1789 .
- La mutinerie de Spithead, dans la Royal Navy, en 1797 .
- La révolte des cipayes, 1857.
- La mutinerie du cuirassé Potemkine, en 1905 à Odessa, mutinerie qui fédéra les mouvements ouvriers dans la Russie Tsariste.
- La Semaine tragique à Barcelone et dans d'autres villes de la province entre le 26 juillet et le 2 août 1909 contre l'envoi de troupes au Maroc espagnol.
- La Mutinerie des soldats russes à La Courtine, 1917.
- La mutinerie de Kiel, dans la marine allemande en 1918.
- Les mutineries de la mer Noire, le 19 avril 1919, dans la flotte française[16],[17],[18],[19].
- La mutinerie des marins de Cronstadt (1921) contre le pouvoir bolchévique.
- L'Évasion de la Croix-des-Bouquets, à la suite d'une mutinerie dans la prison.